# سلیم شنی تبتی
سلیم شنی تبتی (نام علمی: Anarhynchus atrifrons) یک پرنده کنارآبزی کوچک از تیرهٔ سَلیمان است که در کوه‌های پامیر، تیان شان، فلات تبت و جنوب مغولستان زادآوری می‌کند، زمستان در شرق و جنوب آفریقا، جنوب، شرق و جنوب شرق آسیا است.
در گذشته با سلیم شنی سیبری (کوچک همنوع در نظر گرفته می‌شد. این گونه دارای سه زیرگونه است: A. a. atrifrons، در تبت، A. a. pamirensis در کوه‌های پامیر زادآوری می‌کند و A. a. schaeferi، در چینگهای زادآوری می‌کند.
مطالعه‌ای که در سال ۲۰۲۲ منتشر شد، نشان داد که گروه " Mongolus " از سلیم‌های شنی کوچک، گروه خواهر سلیم‌های شنی بزرگ و گروه "Atrifrons" نیز گروه خواهر آنها هستند؛ بنابراین، یک تقسیم طبقه‌بندی از سهره شنی کمتر مورد نیاز بود. نویسندگان نام علمی و رایج انگلیسی جدیدی را برای آنها پیشنهاد کردند:
- سهره شنی سیبری (Anarhynchus mongolus), A. m. mongolus و A.m. stegmanni;
- سهره شنی تبتی (Anarhynchus atrifrons), A. a. atrifrons , A. a. pamirensis و A. a. schaeferi;
- سهره شنی بیابانی (Anarhynchus leschenaultii)، در حال حاضر سهره شنی بزرگ.

اتحادیه بین‌المللی پرنده‌شناسان در سال ۲۰۲۳ این جدایش و تغییر نام شنی کوچک را پذیرفت و سلیم شنی تبتی را به عنوان یک گونه کامل برافراشت.